# Carl Andreas Jensen
Carl Andreas Jensen (13. juli 1844 i Ordrup – 19. august 1918 i København) var en dansk litograf og maler.
Han var søn af snedkersvend Jens Carl Jensen og Ane Rasmussen, lærte litografi hos Em. Bærentzen & Co., blev dimitteret fra Teknisk Institut 1862 og gik på Kunstakademiet 1863-72, hvor han var optaget af landskabsmaleri. Han tog senere litografien op igen og virkede senere som maler og tegner i både Danmark og Sverige. 1871 udstillede han på Charlottenborg Forårsudstilling.
Han var ugift. 

## Værker
- Parti fra Dyrehaven (1871)
- Udsigt mod Jagtvejens Mølle (1871, Københavns Museum)
- Broen ved Lygtekroen (Københavns Museum)
- Udførte enkelte blade i farvelitografi til værket Danske Billeder fra Land og Sø (påbegyndt 1869)

Repræsenteret i Det Kongelige Bibliotek